# 丹生川村立三之瀬小学校
丹生川村立三之瀬小学校 （にゅうかわそんりつ さんのせしょうがっこう）は、かつて岐阜県大野郡丹生川村（現・高山市）に存在した公立小学校。

## 概要
- 1976年、折敷地小学校、国見小学校と統合。荒城小学校の新設により廃校。
- 1950年から1970年までは三之瀬中学校を併設し、三之瀬小中学校とも称した。
- 跡地は荒城地区多目的集会所などになっている。

## 沿革
- 1874年（明治7年） - 下田学校[注釈 3]の折敷地支校の分校として、森部村に森部分校が開校。尼寺観音堂を仮校舎とする。
- 1875年（明治8年） - 小野村、根方村、白井村、芦谷村、板殿村、日面村、日影村、駄吉村、旗鉾村、久手村、岩井谷村、池之俣村、瓜田村、法力村、大萱村、坊方村、山口村、大谷村、塩屋村、町方村、桐山村、新張村、細越村、下保村、殿垣内村、小木曾村、下坪村、吉城郡折敷地村、大沼村、森部村、三之瀬村、柏原村が合併し、丹生川村が発足。
- 1881年（明治14年） - 折敷地支校から独立し、丹生川村大字三之瀬字溝上に新築移転。研精学校に改称する。
- 1887年（明治20年） - 三之瀬簡易科小学校に改称する。
- 1888年（明治21年）1月20日 - 三之瀬尋常小学校に改称する。
- 1894年（明治27年）1月23日 - 農業補習学校を併設する。
- 1901年（明治34年）4月1日 - 金山分教場[注釈 4]が新設の折敷地尋常小学校呂瀬分教場に統合される。
- 1908年（明治41年）3月31日 - 丹生川尋常高等小学校第五分教場となる。尋常科1～6年の児童が通学する。併設の農業補習学校を廃止。
- 1912年（明治45年）7月 - 丹生川村大字三之瀬944に新築移転。
- 1939年（昭和14年）11月25日 - 火災により校舎が全焼する。
- 1941年（昭和16年）
  - 4月1日 - 丹生川国民学校第五分教場となる。
  - 10月25日 - 校舎を再建する。
- 1947年（昭和22年）4月1日 - 丹生川村立丹生川小学校三之瀬分校に改称する。
- 1948年（昭和23年）4月1日 - 丹生川小学校から独立し、丹生川村立三之瀬小学校となる。
- 1950年（昭和25年）4月1日 - 丹生川村立三之瀬中学校が開校する。三之瀬小学校は三之瀬中学校との併設校となる。
- 1970年（昭和45年）3月 - 三之瀬中学校が統合により廃校。三之瀬小学校は単独校となる。
- 1976年（昭和51年） - 統合により廃校。